# Theodor Panofka
Theodor Sigismund Panofka, född den 25 februari 1800 i Breslau, död den 20 juni 1858, var en tysk konsthistoriker, bror till Heinrich Panofka.
Panofka tillbringade större delen av 1820-talet i Italien, ledde utgrävningar och utarbetade en katalog över den stora antiksamling, som Berlinmuseet inköpte från konstvännen J.S. Bartholdys sterbhus (Museo Bartholdiano, 1827). 
Sedan Gerhard fått till stånd "Instituto di correspondenza archeologica" i Rom (1829), gjorde Panofka denna institution väsentliga tjänster. Han vistades sedan länge i Paris, där han 1830-35 utgav en beskrivning över hertigens av Blacas d'Aulps samlingar. Från 1835 var han bosatt i Berlin och verkade dels vid universitetet, dels vid museet. 
Bland hans arbeten märks Recherches sur les véritables noms des vases grecs (1829), Terracotten des Museums zu Berlin (1841-42), Bilder antiken Lebens (1843) och Parodien und Karikaturen auf Werken der klassischen Kunst (1851).